# Font Mountain
Font Mountain är ett berg i Kanada.   Det ligger i provinsen Alberta, i den södra delen av landet, 2 900 km väster om huvudstaden Ottawa. Toppen på Font Mountain är 2 353 meter över havet.
Terrängen runt Font Mountain är huvudsakligen kuperad.Trakten runt Font Mountain är nära nog obefolkad, med mindre än två invånare per kvadratkilometer.. Det finns inga samhällen i närheten.
I omgivningarna runt Font Mountain växer i huvudsak barrskog.